# Суфле

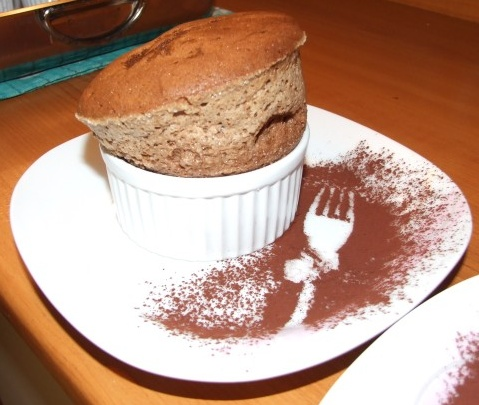
Шоколадне суфле

Суфле́ (фр. souffle — надутий, повітряний) — кулінарна страва французького походження, відома своєю легкою, пористою структурою. Готується з яєчних жовтків, змішаних з різноманітними інгредієнтами, до яких потім додаються збиті яєчні білки. Може бути основною стравою або солодким десертом.
У будь-якому випадку суфле містить як мінімум два компоненти: по-перше, ароматизовану суміш сметанної консистенції і, по-друге, збиті яєчні білки. Перший надає смак, а збиті білки — легкість продукту. Суміш робиться звичайно на основі сиру, шоколаду або лимона (із двох останніх готують десерт, додаючи цукор), або соусу бешамель — у цьому випадку готується, як правило, грибне або м'ясне суфле.
Суфле готується в духовці у вогнетривкому посуді, від температури сильно здувається, але, вийняте з духовки, обпадає через 20-30 хвилин.